# Sphenodon punctatus
Sphénodon ponctué
Espèce
Synonymes
- Hatteria punctata Gray, 1842
- Sphenodon guntheri Buller, 1877

Statut de conservation UICN

 LC  : Préoccupation mineure
Statut CITES
Sphenodon punctatus, ou Sphénodon ponctué est une espèce de rhynchocephales de la famille des Sphenodontidae.

## Répartition

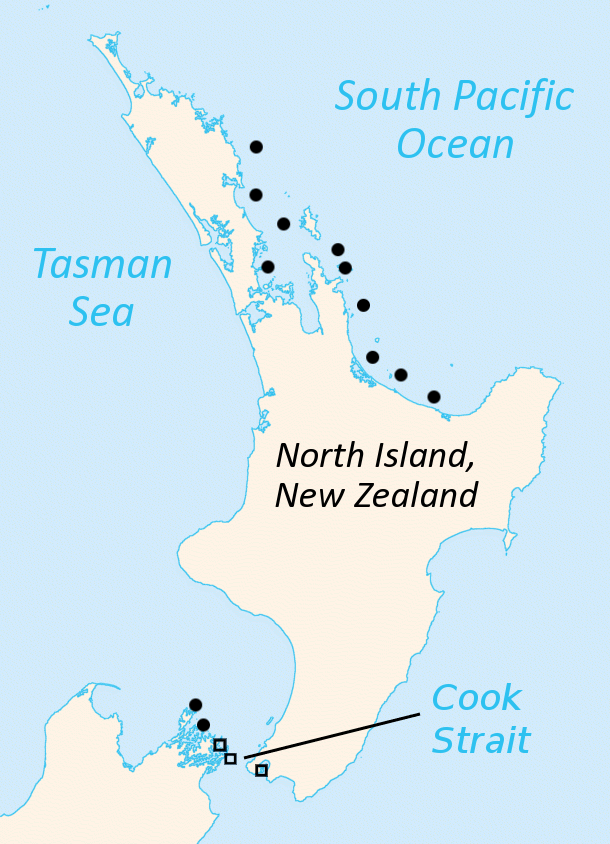
Distribution des sphénodons en Nouvelle-Zélande. Légendes (chaque point peut représenter jusqu'à sept îles)

Cette espèce est endémique de Nouvelle-Zélande. Elle se rencontre sur des îles au nord de l'île du Nord et sur des îles du détroit de Cook.

## Liste des sous-espèces
Selon The Reptile Database (12 janvier 2013)
- Sphenodon punctatus punctatus (Gray, 1842)
- Sphenodon punctatus reischeki Wettstein, 1943

## Description

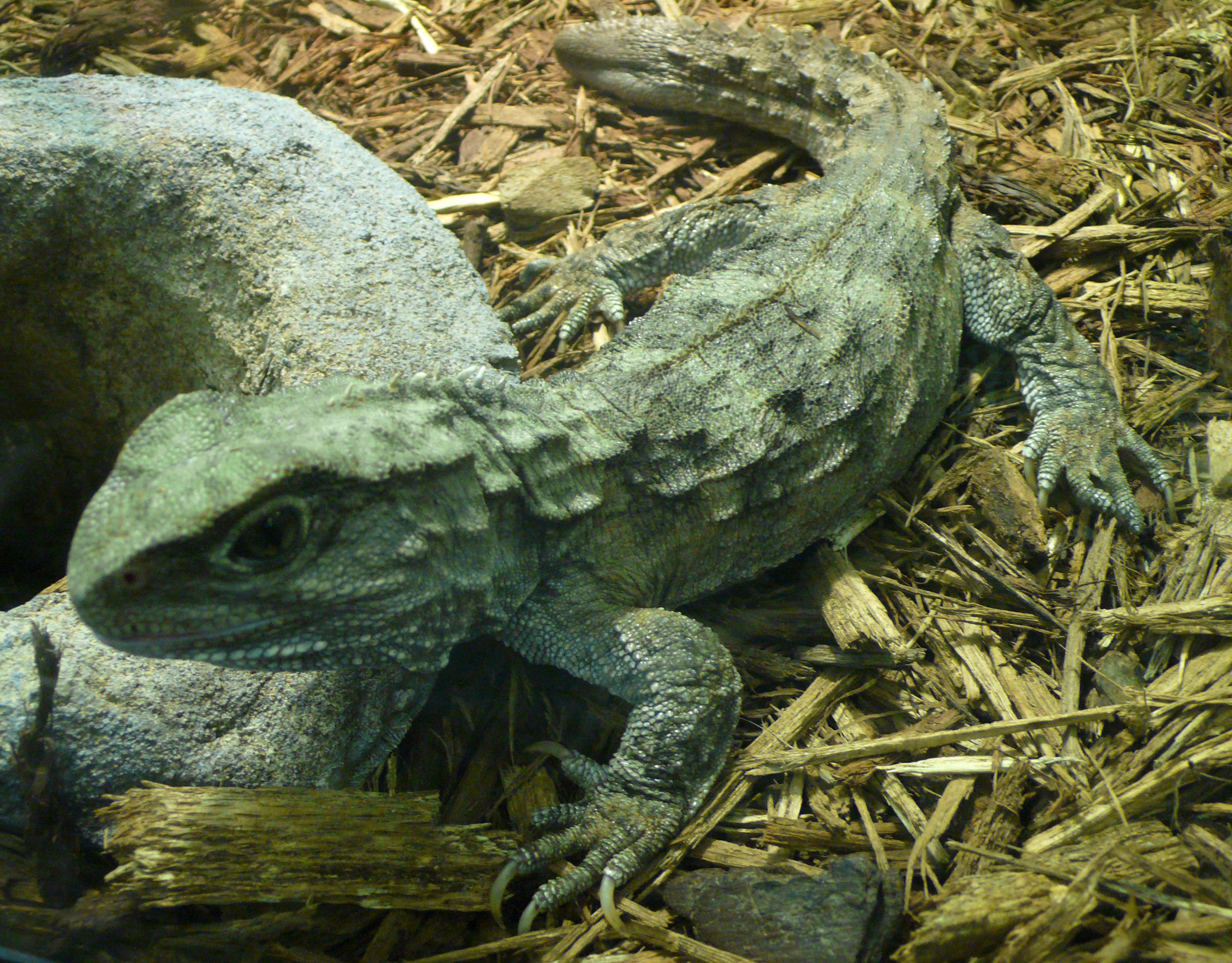
Sphenodon punctatus.

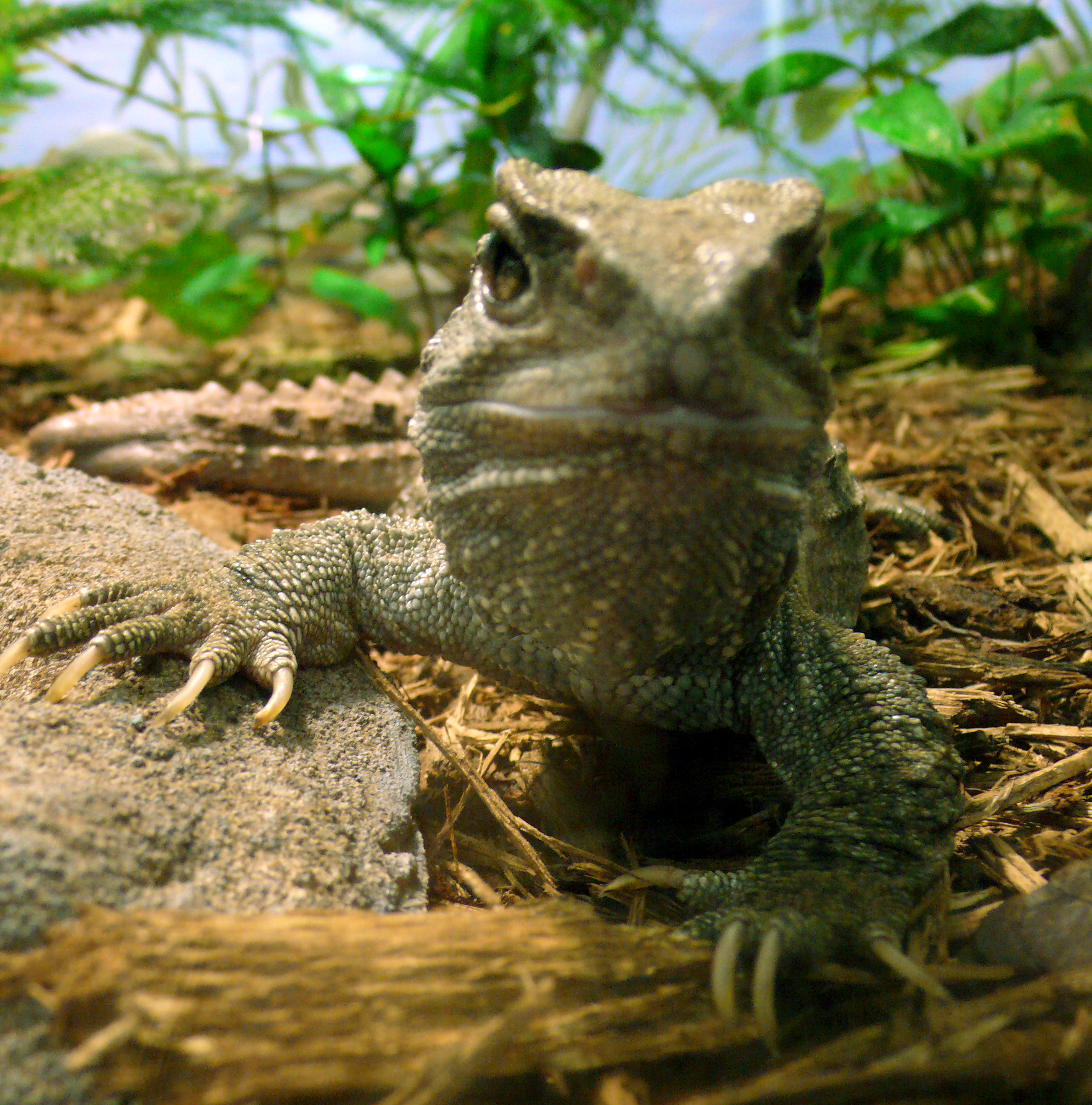
Sphenodon punctatus.

Il ressemble superficiellement à un lézard.
Il mesure environ 50 cm de longueur et pèse de 500 g à 1 kg. Il supporte des températures plus basses que les autres reptiles.
Vivant longtemps, certains individus au-delà d'un siècle, il se reproduit lentement. La maturité sexuelle n'intervient qu'après dix ans. La femelle pond par intervalles de quatre ans des œufs qui prennent de douze à quinze mois pour éclore.
Comme certains lézards, il développe un troisième œil sur le sommet du crâne. Cet œil lui serait utile pour absorber les rayons ultraviolets et pour produire de la vitamine D.

## Protection
Le statut de conservation UICN de Sphenodon punctatus est « Préoccupation mineure » depuis 1996 et n'a pas été revu depuis. Cependant, il était listé comme rare en 1992 dans le livre rouge de l'UICN (IUCN Red Data Book) et le « US Fish and Wildlife Service » estime qu'il est en danger ou en danger d'extinction dans tout ou une partie importante de ses territoires. Des efforts sont en cours pour supprimer les prédateurs introduits, en particulier les rats, des îles à tuatara. Il est listé dans l'appendice I des espèces du CITES qui est sa classification la plus restrictive pour une espèce. Cette espèce peut donc être considérée comme en danger d'extinction.

## Taxinomie
Sphenodon guntheri Buller, 1877 a été synonymisé avec Sphenodon punctatus sur la base d'une étude génétique de 2010 sur le genre Sphenodon.

## Publications originales
- Gray, 1842 : Description of two hitherto unrecorded species of Reptiles from New Zealand; presented to the British Museum by Dr. Dieffenbach. The Zoological Miscellany, London, vol. 2, p. 72 (texte intégral).
- Wettstein, 1943 : Sphenodon punctatus reischeki nov. subsp. Zoologische Anzeiger, Leipzig, vol. 143, p. 45-47.